# Список архиепископов Кентерберийских
Архиепископ Кентерберийский (англ. Archbishop of Canterbury) — до XVI века входил в юрисдикцию Римско-католической церкви, после Реформации принял функции первого епископа и духовного лидера Англиканской церкви, символического главы всемирного Англиканского сообщества и главы Кентерберийской епархии.

## Список архиепископов

### До нормандского завоевания
| №         | Начало[A]            | Конец[B]                         | Имя                        | Оригинальное имя        | Примечания |
| --------- | -------------------- | -------------------------------- | -------------------------- | ----------------------- | --- |
| 1.        | 597                  | 26 мая 604 или 605               | Августин                   | Augustine               | После канонизации: Св. Августин Кентерберийский. |
| 2.        | ок. 604              | 2 февраля 619                    | Лаврентий                  | Laurence                | После канонизации: Св. Лаврентий. |
| 3.        | 619                  | 24 апреля 624                    | Меллит                     | Mellitus                | Переведён с Лондонской епископской кафедры; После канонизации: Св. Меллит. |
| 4.        | 624                  | 10 ноября между 627 и 631        | Юст                        | Justus                  | Переведен с кафедры епископа Рочестерского; После канонизации: Св. Юст. |
| 5.        | 627                  | 30 сентября 653                  | Гонорий                    | Honorius                | После канонизации: Св. Гонориус. |
| 6.        | Март 655             | 14 июля 664                      | Деусдедит                  | Deusdedit               | После канонизации: Св. Деусдедит. |
|           | 14 июля 664          | ок. 666                          | Кафедра вакантна           | Кафедра вакантна        | Кафедра вакантна |
| -         | ок. 666              | 668                              | Вигхерд                    | Wighard                 | Избран архиепископом, для рукоположения отправился в Рим, но там умер от чумы |
| 7.        | 26 марта 668         | 19 сентября 690                  | Теодор Тарсский            | Theodore of Tarsus      | Грек, уроженец Тарса, монах монастыря в Риме, избран папой после неожиданной смерти Вигхерда. Стал одной из ключевых фигур в истории английской церкви, внеся огромный вклад в её становление. Канонизирован как Св. Теодор Тарсский. |
| 8.        | 29 июня 693          | 13 января 731                    | Бертвальд                  | Beorhtwald              | Настоятель Рекульверского аббатства; После канонизации: Св. Берхтвальд. |
| 9.        | 10 июня 731          | 30 июля 734                      | Татвин                     | Tatwine                 | После канонизации: Св. Татвин. |
| 10.       | 735                  | 17 октября 739                   | Нотхельм                   | Nothhelm                | После канонизации: Св. Нотхельм. |
| 11.       | ок. 740              | 26 октября 760                   | Кутберт (Кутбрюхт)         | Cuthbert                | Возможно, переведён с кафедры епископа Херефордского. |
| 12.       | 27 сентября 761      | 764                              | Бреговин                   | Bregowine               | (Брегвайн или Брегвин) после канонизации: Св. Бреговин. |
| 13.       | 2 февраля 765        | 11/12 августа 792                | Ианберт (Ианбрюхт)         | Jænberht                | Аббат монастыря Св. Августина в Кентербери. |
| 14.       | 21 июля 793          | 12 мая 805                       | Этельхеард                 | Æthilheard, Aethelheard | Мерсиец, настоятель Лута (Линкольншир) |
| 15.       | ок. октября 805      | 21 марта 832                     | Вульфред                   | Wulfred                 | |
| 16.       | 8 июня 832           | 30 августа 832                   | Феологильд (Феологид)      | Feologild               | До рукоположения — аббат неизвестного монастыря. |
| 17.       | ок. 27 июля 833      | 4 февраля 870                    | Кеолнот                    | Ceolnoth                | До избрания — настоятель собора Христа в Кентербери. |
| 18.       | 870                  | 30 июня 888                      | Этельред                   | Æthelred                | До рукоположения епископ Уилтшира. |
| 19.       | 890                  | 2 августа 914 или 923            | Плегмунд                   | Plegmund                | Писарь Альфреда Великого. |
| 20.       | Между 923 и 925      | 8 января 926                     | Ательм                     | Athelm                  | Переведён с кафедры епископа Бата и Уэллса. |
| 21.       | ок. 926              | 12 февраля 941                   | Вульфхельм                 | Wulfhelm                | Переведён с кафедры епископа Бата и Уэллса. |
| 22.       | 941                  | 2 июня 958                       | Ода (Одо)                  | Oda                     | Переведён с кафедры епископа Рэмсбери; после канонизации: Св. Ода. |
| 23.       | 958                  | 959                              | Эльфсиг                    | Ælfsige                 | |
| 24.       | 959                  | Смещён с кафедры в 959           | Биртхельм                  | Byrhthelm               | Переведён с кафедры епископа Бата и Уэллса, смещён с Кентерберийской кафедры и возвращён в Уэллс. |
| 25.       | 959                  | 19 мая 988                       | Дунстан                    | Dunstan                 | Переведён с кафедры епископа Лондонского; после канонизации: Св. Дунстан. |
| 26.       | 988                  | Февраль 990                      | Этельгар                   | Æthelgar                | Переведён с кафедры епископа Чичестерского. |
| 27.       | 990                  | 28 октября 994                   | Сигерик Серьёзный          | Sigeric the Serious     | Переведён с кафедры епископа Рэмсбери. |
| 28.       | Избран 21 апреля 995 | 16 ноября 1005                   | Эльфрик Эбингдонский       | Ælfric of Abingdon      | Переведён с кафедры епископа Уинчестерского (Winchester); после канонизации: Св. Эльфрик. |
| 29.       | 1006                 | 19 апреля 1012                   | Эльфхеах Годвине (Эльфеах) | Ælfheah                 | Переведён с кафедры епископа Уинчестерского; после канонизации: Св. Эльфеах. |
| 30.       | 1013                 | 12 июня 1020                     | Ливинг                     | Lyfing                  | Переведён с кафедры епископа Бата и Уэллса. |
| 31.       | 13 ноября 1020       | ок. 29 октября 1038              | Этельнот                   | Æthelnoth               | Бывший декан Кентерберийского собора. |
| 32.       | 1038                 | 29 октября 1050                  | Эадсиге                    | Eadsige                 | |
| 33.       | Март 1051            | смещён с кафедры в сентябре 1052 | Роберт Жюмьежский          | Robert of Jumièges      | До избрания — епископ Лондонский. Смещён с кафедры. |
| 34.       | 1052                 | Лишён кафедры 11 апреля 1070     | Стиганд                    | Stigand                 | Одновременно занимал кафедру епископа Уинчестерского, лишён обоих постов. |
| Источник: |                      |                                  |                            |                         | |

### От нормандского завоевания до Реформации
| №          | Начало[A]                                    | Конец[B]                            | Имя                        | Оригинальное имя        | Примечания |
| ---------- | -------------------------------------------- | ----------------------------------- | -------------------------- | ----------------------- | --- |
| 35.        | 29 августа 1070                              | 28 мая 1089                         | Ланфранк                   | Lanfranc                | Настоятель аббатства Сент-Этьен, Кан (Нормандия). |
| 36.        | 4 декабря 1093                               | 21 апреля 1109                      | Ансельм                    | Anselm                  | Настоятель Бекского аббатства; после канонизации: Св. Ансельм. |
|            | 21 апреля 1109                               | 26 апреля 1114                      | Кафедра вакантна           | Кафедра вакантна        | |
| 37.        | Избран 26 апреля 1114                        | 2 октября 1122                      | Ральф д'Эскюр              | Ralph d’Escures         | Переведён с кафедры епископа Рочестерского. |
| 38.        | 18 февраля 1123                              | 21 ноября 1136                      | Вильгельм де Корбейль      | William de Corbeil      | Настоятель монастыря Св. Осита. |
|            | 21 ноября 1136                               | 8 января 1139                       | Кафедра вакантна           | Кафедра вакантна        | |
| 39.        | 8 января 1139                                | 18 апреля 1161                      | Теобальд Бекский           | Theobald of Bec         | Настоятель Бекского аббатства. |
|            | 18 апреля 1161                               | 3 июня 1162                         | Кафедра вакантна           | Кафедра вакантна        | |
| 40.        | 3 июня 1162                                  | 29 декабря 1170                     | Томас Бекет                | Thomas Becket           | До назначения занимал должности настоятеля Кентерберийского собора и лорда-канцлера; после канонизации: Св. Томас Кентерберийский.                                                               |
| -          | 1173                                         | 1173                                | [Роже де Балье]            | [Roger de Bailleul]     | Настоятель Бекского аббатства; избран, но отказался от кафедры. |
| 41.        | 7 апреля 1174                                | 16 февраля 1184                     | Ричард Дуврский            | Richard                 | Настоятель Дуврского приората. |
| 42.        | Перемещён на кафедру в декабре 1184          | ноябрь 1190                         | Болдуин Фордский           | Baldwin of Forde        | Перемещён с кафедры епископа Вустерского. |
| -          | избран 27 ноября 1191                        | 26 декабря 1191                     | [Реджинальд Фитц Джоселин] | [Reginald Fitz Jocelin] | Перемещён с кафедры епископа Бата и Уэлса; был избран, протесты против этого решения направлены на имя Папы Римского Целестина III, но Реджинальд умер прежде, чем они были получены понтификом. |
|            | 26 декабря 1191                              | 29 мая 1193                         | Кафедра вакантна           | Кафедра вакантна        | |
| 43.        | перемещён на кафедру 29 мая 1193             | 13 июля 1205                        | Хьюберт Уолтер             | Hubert Walter           | Переведён с кафедры епископа Солсбери; лорд-канцлер; главный юстициарий (Chief Justiciar). |
| -          | избран между июлем и октябрём 1205           | между октябрём и декабрём 1206      | [Реджинальд]               | [Reginald]              | Избран, но отстранён королём Иоанном Безземельным. |
| -          | предварительно назначен 11 декабря 1205      | ок. 30 марта 1206                   | [Джон де Грей]             | [John de Gray]          | Епископ Норвичский; выбран монахами, но отстранён Папой Иннокентием III. |
| 44.        | 17 июня 1207                                 | 9 июля 1228                         | Кардинал Стефан Лэнгтон    | Stephen Langton         | Посвящён в кардиналы в 1206 г. |
| -          | избран 3 августа 1228                        | январь 1229                         | [Уолтер д’Эйншем]          | [Walter d’Eynsham]      | Избран, но отстранён королём Генрихом III и Папой Григорием IX. |
| 45.        | 10 июня 1229                                 | 3 августа 1231                      | Ричард ле Грант            | Richard le Grant        | Бывший канцлер епархии Линкольна. |
| -          | предварительно назначен 22 сентября 1231     | 20 декабря 1231                     | [Ральф Невилл]             | [Ralph Neville]         | Епископ Чичестерский, назначение отменено Папой Григорием IX. |
| -          | избран 16 марта 1232                         | 12 июня 1232                        | [Джон Ситтинборнский]      | [John of Sittingbourne] | Избрание отменено Папой Римским Григорием IX. |
| -          | избран 26 августа 1232                       | 1 июня 1233                         | [Джон Бланд]               | [John Blund]            | Избрание отменено Папой Римским Григорием IX. |
| 46.        | 2 апреля 1234                                | 16 ноября 1240                      | Эдмунд Рич                 | Edmund Rich             | Пребендарий Солсбери; после канонизации: Св. Эдмунд Абингдонский. |
| 47.        | избран 1 февраля 1241 [C]                    | 14 июля 1270                        | Бонифаций Савойский        | Boniface of Savoy       | Переведён из епархии Белли-Арс во Франции. |
| -          | избран 9 сентября 1270                       | лето 1272                           | [Уильям Чилленден]         | [William Chillenden]    | Приор церкви Христа в Кентербери; избран, но отстранён Папой Римским Григорием X. |
| 48.        | 26 февраля 1273                              | отправлен в отставку 5 июня 1278    | Кардинал Роберт Килуордби  | Robert Kilwardby        | Посвящён в кардиналы в 1278 г.; и отправлен в отставку. |
| -          | предварительно назначен в июне или июле 1278 | январь 1279                         | [Роберт Бернелл]           | [Robert Burnell]        | Епископ Бата и Уэлса; избран, но отстранён Папой Римским Николаем III. |
| 49.        | 19 февраля 1279                              | 8 декабря 1292                      | Джон Пэкхэм                | John Peckham            | Глава Францисканского ордена в Англии. |
| 50.        | 12 сентября 1294                             | 11 мая 1313                         | Роберт Уинчелси            | Robert Winchelsey       | Бывший архидиакон Эссекса, канцлер Оксфорда. |
| -          | избран 28 мая 1313                           | 1 октября 1313                      | [Томас Кобэм]              | [Thomas Cobham]         | Избрание отменено. |
| 51.        | перемещён на кафедру 1 октября 1313          | 16 ноября 1327                      | Уолтер Рейнольдс           | Walter Reynolds         | Перемещён с кафедры епископа Вустера; лорд-канцлер; лорд-казначей. |
| 52.        | 5 июня 1328                                  | 12 октября 1333                     | Симон Мепэм                | Simon Mepeham           | Пребендарий Чичестерского собора; отлучён от церкви. |
| 53.        | предварительно назначен 3 ноября 1333        | 23 августа 1348                     | Джон де Стрэтфорд          | John de Stratford       | Переведён с кафедры епископа Уинчестерского; лорд-канцлер. |
| -          | предложен на кафедру 24 сентября 1348        | 20 мая 1349                         | [Джон де Уффорд]           | [John de Ufford]        | Настоятель собора в Линкольне; лорд-канцлер; умер от чумы до рукоположения. |
| 54.        | 19 июля 1349                                 | 26 июля 1349                        | Томас Брэдвердайн          | Thomas Bradwardine      | Умер от чумы |
| 55.        | 20 декабря 1349                              | 26 апреля 1366                      | Симон Ислип                | Simon Islip             | Пребендарий собора Св. Павла; секретарь короля и хранитель Малой государственной печати. |
| -          | 1366                                         | 1366                                | [Уильям Эдингтон]          | [William Edington]      | Епископ Уинчестерский; избран, но отказался от кафедры. |
| 56.        | перемещён на кафедру 24 июля 1366            | отправлен в отставку 28 ноября 1368 | Кардинал Симон Лэнгхем     | Simon Langham           | Переведён с кафедры епископа Или; посвящён в кардиналы в 1368 г.; и ушёл в отставку. Был избран вторично в 1374 г., но Папа Римский Григорий XI отказался утвердить выборы.                      |
| 57.        | перемещён на кафедру 11 октября 1368         | июнь 1374                           | Уильям Уиттлси             | William Whittlesey      | Перемещён с кафедры епископа Вустерского. |
| 58.        | перемещён на кафедру 4 мая 1375              | 14 июня 1381                        | Саймон Садбери             | Simon Sudbury           | Перемещён с кафедры епископа Лондонского; лорд-канцлер; обезглавлен во время восстания Уота Тайлера.                                                                                             |
| 59.        | перемещён на кафедру 31 июля 1381            | 31 июля 1396                        | Уильям Кортни              | William Courtenay       | Перемещён с кафедры епископа Лондонского; лорд-канцлер. |
| 60.        | перемещён на кафедру 25 сентября 1396        | удалён с кафедры 1397               | Томас Арундел              | Thomas Arundel          | Перемещён с кафедры архиепископа Йоркского; лорд-канцлер; обвинён в государственной измене в правление короля Ричарда II, бежал, но позднее возвращён.                                           |
| 61.        | предложен на кафедру 8 ноября 1397           | лишён кафедры 19 октября 1399       | Роджер Уолден              | Roger Walden            | Лишён кафедры. |
| (60.)      | возвращён 19 октября 1399                    | 19 февраля 1414                     | Томас Арундел, повторно    | Thomas Arundel          | Возвращён на кафедру в правление короля Генриха IV (Henry IV). |
| 62.        | перемещён на кафедру 12 марта 1414           | 12 апреля 1443                      | Генри Чичеле               | Henry Chichele          | Перемещён с епископской кафедры диоцеза Св. Давида. |
| 63.        | перемещён на кафедру 13 мая 1443             | 25 мая 1452                         | Джон Стаффорд              | John Stafford           | Перемещён с кафедры епископа Бата и Уэллса; лорд-канцлер; лорд-казначей. |
| 64.        | перемещён на кафедру 21 июля 1452            | 22 марта 1454                       | Кардинал Джон Кемп         | John Kemp               | Посвящён в кардиналы в 1439 г.; перемещён с кафедры архиепископа Йоркского; лорд-канцлер. |
| 65.        | перемещён на кафедру 23 апреля 1454          | 30 марта 1486                       | Кардинал Томас Буршье      | Thomas Bourchier        | Перемещён с кафедры епископа Или; лорд-канцлер; посвящён в кардиналы в 1467 г. |
| 66.        | перемещён на кафедру 6 октября 1486          | 15 сентября 1500                    | Кардинал Джон Мортон       | John Morton             | Перемещён с кафедры епископа Или; лорд-канцлер. Посвящён в кардиналы в 1493 г. |
| -          | 22 января 1501                               | 27 января 1501                      | [Томас Лэнгтон]            | [Thomas Langton]        | Епископ Уинчестерский; умер через 5 дней после избрания. |
| 67.        | перемещён 26 апреля 1501                     | 15/17 февраля 1503                  | Генри Дин                  | Henry Deane             | Перемещён с кафедры епископа Солсбери. |
| 68.        | перемещён на кафедру 29 ноября 1503          | 22 августа 1532                     | Уильям Уорхэм              | William Warham          | Перемещён с кафедры епископа Лондонского; лорд-канцлер до 1515 г. |
| 69.        | 30 марта 1533                                | лишён кафедры 13 ноября 1555        | Томас Кранмер              | Thomas Cranmer          | Архидиакон в Тонтоне; в 1555 г. отлучён от церкви Римом и лишён кафедры за впадение в ересь; предан казни через сожжение 21 марта 1556 г.                                                        |
| 70.        | 22 марта 1556                                | 18/19 ноября 1558                   | Кардинал Реджинальд Поул   | Reginald Pole           | Настоятель собора в Экзетере; посвящён в кардиналы в 1536 г. |
| Источники: |                                              |                                     |                            |                         | |

### После Реформации
| №          | Начало[A]                            | Конец[B]                            | Имя                   | Оригинальное имя       | Примечания |
| ---------- | ------------------------------------ | ----------------------------------- | --------------------- | ---------------------- | --- |
| 71.        | 17 декабря 1559                      | 17 мая 1575                         | Мэттью Паркер         | Matthew Parker         | Настоятель Линкольнского собора. |
| 72.        | перемещён на кафедру 29 декабря 1575 | 6 июля 1583                         | Эдмунд Гриндал        | Edmund Grindal         | Перемещён с кафедры архиепископа Йоркского. |
| 73.        | предложен на кафедру 14 августа 1583 | 29 февраля 1604                     | Джон Уитгифт          | John Whitgift          | Перемещён с кафедры епископа Вустерского. |
| 74.        | предложен на кафедру 9 октября 1604  | 2 ноября 1610                       | Ричард Бэнкрофт       | Richard Bancroft       | Перемещён с кафедры епископа Лондонского. |
| 75.        | предложен на кафедру 4 марта 1611    | 4 августа 1633                      | Джордж Эббот          | George Abbot           | Перемещён с кафедры епископа Лондонского. |
| 76.        | предложен на кафедру 6 августа 1633  | 10 января 1645                      | Уильям Лод            | William Laud           | Перемещён с кафедры епископа Лондонского; казнён в период пребывания в должности архиепископа Кентерберийского; увековечен в литургическом календаре Церкви Англии, и Епископальной церкви США |
|            | 10 января 1645                       | 2 сентября 1660                     | Кафедра вакантна      | Кафедра вакантна       | |
| 77.        | предложен на кафедру 2 сентября 1660 | 4 июня 1663                         | Уильям Джаксон        | William Juxon          | Перемещён с кафедры епископа Лондонского. |
| 78.        | предложен на кафедру 16 июня 1663    | 9 ноября 1677                       | Гилберт Шелдон        | Gilbert Sheldon        | Перемещён с кафедры епископа Лондонского. |
| 79.        | 27 января 1678                       | лишён кафедры 1 февраля 1690        | Уильям Сэнкрофт       | William Sancroft       | Настоятель собора Святого Павла; лишён кафедры за отказ принести присягу Вильгельму Оранскому и королеве Марии, умер 24 ноября 1693 г.                                                         |
| 80.        | 31 мая 1691                          | 22 ноября 1694                      | Джон Тиллотсон        | John Tillotson         | Настоятель собора Святого Павла. |
| 81.        | предложен на кафедру 6 декабря 1694  | 14 декабря 1715                     | Томас Тенисон         | Thomas Tenison         | Перемещён с кафедры епископа Линкольнского. |
| 82.        | предложен на кафедру 17 декабря 1715 | 24 января 1737                      | Уильям Уэйк           | William Wake           | Перемещён с кафедры епископа Линкольнского. |
| 83.        | предложен на кафедру 9 февраля 1737  | 10 октября 1747                     | Джон Поттер           | John Potter            | Перемещён с кафедры епископа Оксфордского. |
| 84.        | предложен на кафедру 21 октября 1747 | 13 марта 1757                       | Томас Херринг         | Thomas Herring         | Перемещён с кафедры архиепископа Йоркского. |
| 85.        | предложен на должность 29 марта 1757 | 19 марта 1758                       | Мэтью Хаттон          | Matthew Hutton         | Перемещён с кафедры архиепископа Йоркского. |
| 86.        | предложен на кафедру 8 марта 1758    | 3 августа 1768                      | Томас Секкер          | Thomas Secker          | Перемещён с кафедры епископа Оксфордского. |
| 87.        | предложен на кафедру 12 августа 1768 | 19 марта 1783                       | Фредерик Корнуоллис   | Frederick Cornwallis   | Перемещён с кафедры епископа Личфилдского. |
| 88.        | предложен на кафедру 31 марта 1783   | 18 января 1805                      | Джон Мур              | John Moore             | Перемещён с кафедры епископа Бангорского. |
| 89.        | предложен на кафедру 1 февраля 1805  | 21 июля 1828                        | Чарльз Мэннерс-Саттон | Charles Manners-Sutton | Перемещён с кафедры епископа Норвичского. |
| 90.        | предложен на кафедру 6 августа 1828  | 11 февраля 1848                     | Уильям Хоули          | William Howley         | Перемещён с кафедры епископа Лондонского. |
| 91.        | предложен на кафедру 17 февраля 1848 | 6 сентября 1862                     | Джон Самнер           | John Sumner            | Перемещён с кафедры епископа Честерского. |
| 92.        | предложен на кафедру 20 октября 1862 | 28 октября 1868                     | Чарльз Лонгли         | Charles Longley        | Перемещён с кафедры архиепископа Йоркского. |
| 93.        | предложен на кафедру 28 ноября 1868  | 1 декабря 1882                      | Арчибальд Тэйт        | Archibald Tait         | Перемещён с кафедры епископа Лондонского. |
| 94.        | предложен на кафедру 13 января 1883  | 11 октября 1896                     | Эдвард Бенсон         | Edward Benson          | Перемещён с кафедры епископа Трурского. |
| 95.        | предложен на кафедру 9 ноября 1896   | 22 декабря 1902                     | Фредерик Темпл        | Frederick Temple       | Перемещён с кафедры епископа Лондонского. |
| 96.        | предложен на кафедру 14 января 1903  | ушёл на покой 12 ноября 1928        | Рэндалл Дэвидсон      | Randall Davidson       | Перемещён с кафедры епископа Уинчестерского; ушёл на покой; умер 25 мая 1930. |
| 97.        | предложен на кафедру 13 ноября 1928  | ушёл на покой 31 марта 1942         | Космо Гордон Лэнг     | Cosmo Gordon Lang      | Перемещён с кафедры архиепископа Йоркского; ушёл на покой; умер 5 декабря 1945. |
| 98.        | предложен на кафедру 1 апреля 1942   | 26 октября 1944                     | Уильям Темпл          | William Temple         | Перемещён с кафедры архиепископа Йоркского. |
| 99.        | предложен на кафедру 12 января 1945  | ушёл на покой 31 мая 1961           | Джеффри Фишер         | Geoffrey Fisher        | Перемещён с кафедры епископа Лондонского; ушёл на покой; умер в 1972 г. |
| 100.       | предложен на кафедру 1 января 1961   | ушёл на покой 15 ноября 1974        | Артур Майкл Рамсей    | Michael Ramsey         | Перемещён с кафедры архиепископа Йоркского; ушёл на покой; умер 23 апреля 1988 г. |
| 101.       | предложен на кафедру 18 ноября 1974  | ушёл на покой 25 января 1980        | Доналд Когган         | Donald Coggan          | Перемещён с кафедры архиепископа Йоркского; ушёл на покой; умер 17 мая 2000 г. |
| 102.       | предложен на кафедру 1 февраля 1980  | ушёл на покой 31 января 1991        | Роберт Ранси          | Robert Runcie          | Перемещён с кафедры епископа Сент-Олбанского; ушёл на покой; умер 11 июля 2000 г. |
| 103.       | интронизирован 19 апреля 1991        | ушёл на покой 31 октября 2002       | Джордж Кэри           | George Carey           | Перемещён с кафедры епископа Бата и Уэллса; ушёл на покой. |
| 104.       | избран 2 декабря 2002                | ушёл на покой 31 декабря 2012       | Роуэн Уильямс         | Rowan Williams         | Переведён с кафедры епископа Монмаутского. Также являлся архиепископом Уэльсским. |
| 105.       | 21 марта 2013                        | ушел в отставку 12 ноября 2024 года | Джастин Уэлби         | Justin Welby           | В момент выдвижения его кандидатуры на кафедру являлся епископом Даремским. |
| Источники: |                                      |                                     |                       |                        | |